# Blake Oshiro
Blake K. Oshiro (* 16. Januar 1970 in Honolulu, Hawaii) ist ein US-amerikanischer Politiker. Er war von Januar 2001 bis Dezember 2011 Abgeordneter des Repräsentantenhauses von Hawaii für den 33. Wahlbezirk. Er ist Mitglied der Demokratischen Partei und war Majority leader im Repräsentantenhaus. Später war er stellvertretender Stabschef von Neil Abercrombie, dem Gouverneur von Hawaii. 
Oshiro schloss 1992 sein Studium an der University of Southern California mit dem Bachelor of Arts ab. Anschließend absolvierte er ein juristisches Studium an der William S. Richardson School of Law der University of Hawaiʻi at Mānoa, wo er 1996 den Grad Juris Doctor mit einer besonderen Qualifikation im Umweltrecht erlangte. Er ist angestellter Anwalt (Associate Attorney) in einer Kanzlei in Honolulu.
Im Frühjahr 2010 outete sich Oshiro anlässlich einer Abstimmung, mit der die Einführung Eingetragener Partnerschaften gleichgeschlechtlicher Partner in Hawaii beschlossen wurde, als homosexuell.
Im November 2011 gab Oshiro seinen Rücktritt aus dem Repräsentantenhaus bekannt, um stellvertretender Stabschef von Abercrombie zu werden.